# Monocirrhus polyacanthus
Monocirrhus polyacanthus is een straalvinnige vissensoort uit de familie van de veelstekelbaarzen (Polycentridae). De wetenschappelijke naam van de soort is voor het eerst geldig gepubliceerd in 1840 door Heckel.